# Mohamed Nebbou
Pour les articles homonymes, voir Nebbou.
Mohamed Nebbou, né en 1961 à Bouzareah, est un homme politique algérien.

## Biographie
Mohamed Nebbou est né en 1961 à Bouzareah (Daïra de Bouzareah) dans la wilaya d'Alger.
Avant de prendre sa retraite, il était un cadre supérieur de la Compagnie Algérienne des Assurances (CAAT) en Algérie.
Il a également été par le passé membre du conseil national des assurances.

## Parcours politique

### Action communale
Mohamed Nebbou a adhéré au Front des forces socialistes (FFS) à Bouzareah depuis 1989.
Étant natif d'Alger, il était âgé de 27 ans lorsqu'il a rejoint le FFS au lendemain des Événements du 5 octobre 1988 en Algérie.
Le choix pour le parti de l’opposition FFS était dicté par son idéologie et son programme, mais aussi par la personnalité de Hocine Aït Ahmed, un historique de la révolution et un opposant démocrate impénitent.
Mohamed Nebbou a été, en 1989 et durant les années 1990, coordinateur puis premier secrétaire de la section FFS de Bouzareah.
Il a été élu à trois reprises à l’APC de Bouzareah sur la liste du FFS.

### Action wilayale
En 2004, il est devenu premier secrétaire de la Fédération FFS d’Alger.
Mohamed Nebbou a été élu sur la liste du FFS en 2012 à l’APW d’Alger comme 1er vice-président. 

### Action nationale
En 2005-2006, il devint secrétaire national chargé de l’organisation et du développement du parti.
En 2009-2011, il a été nommé secrétaire national chargé du suivi des fédérations. Un poste qu’il reprendra depuis le 5e congrès jusqu’à sa nomination par l’Instance Présidentielle du FFS au poste de 1er secrétaire national.
Il a été élu à trois reprises au conseil national, membre de la commission médiation et de règlement des conflits et également co-président de la commission de préparation du 5e congrès.
Il a été secrétaire national chargé des fédérations au FFS de 2010 à 2014.
L'Instance Présidentielle du FFS a décidé de le nommer premier secrétaire national du parti à compter du 9 août 2014 jusqu'au 20 mai 2016,.
Peu après les Élections législatives algériennes de 2012, Mohamed Nebbou a été nommé comme député du FFS à l'Assemblée populaire nationale (APN) pour la wilaya d'Alger,.

### Vidéos
- [vidéo] « Rencontre avec Mohamed Nebbou (Partie 1) », sur YouTube.
- [vidéo] « Rencontre avec Mohamed Nebbou (Partie 2) », sur YouTube.
- [vidéo] « Table ronde du FFS sur le développement local », sur YouTube.